# Adrián Marín
Adrián Marín Gómez (Torre-Pacheco, 9 gennaio 1997) è un calciatore spagnolo, difensore dell'Orlando City.

## Caratteristiche tecniche
Gioca come terzino sinistro.

## Carriera

### Club
Ha giocato nella prima divisione spagnola, in quella portoghese e in quella statunitense.

### Nazionale
Ha giocato nelle nazionali giovanili portoghesi Under-17, Under-18 ed Under-19.

## Statistiche

### Presenze e reti nei club
Statistiche aggiornate al 30 giugno 2025.
| Stagione            | Squadra             | Campionato          | Campionato | Campionato | Coppe nazionali | Coppe nazionali | Coppe nazionali | Coppe continentali | Coppe continentali | Coppe continentali | Altre coppe | Altre coppe | Altre coppe | Totale | Totale |
| Stagione            | Squadra             | Comp                | Pres       | Reti       | Comp            | Pres            | Reti            | Comp               | Pres               | Reti               | Comp        | Pres        | Reti        | Pres   | Reti   |
| ------------------- | ------------------- | ------------------- | ---------- | ---------- | --------------- | --------------- | --------------- | ------------------ | ------------------ | ------------------ | ----------- | ----------- | ----------- | ------ | ------ |
| 2013-2014           | Villarreal B        | SDB                 | 3          | 0          | -               | -               | -               | -                  | -                  | -                  | -           | -           | -           | 3      | 0      |
| 2014-2015           | Villarreal B        | SDB                 | 2          | 0          | -               | -               | -               | -                  | -                  | -                  | -           | -           | -           | 2      | 0      |
| 2015-2016           | Villarreal B        | SDB                 | 14+2       | 1          | -               | -               | -               | -                  | -                  | -                  | -           | -           | -           | 16     | 1      |
| Totale Villarreal B | Totale Villarreal B | Totale Villarreal B | 19+2       | 1          |                 | -               | -               |                    | -                  | -                  |             | -           | -           | 21     | 1      |
| 2014-2015           | Villarreal          | PD                  | 4          | 0          | CR              | 1               | 0               | UEL                | 4                  | 0                  | -           | -           | -           | 9      | 0      |
| 2015-2016           | Villarreal          | PD                  | 11         | 0          | CR              | 3               | 0               | UEL                | 2                  | 0                  | -           | -           | -           | 16     | 0      |
| 2016-2017           | Leganés             | PD                  | 13         | 0          | CR              | 1               | 0               | -                  | -                  | -                  | -           | -           | -           | 14     | 0      |
| 2017-2018           | Villarreal          | PD                  | 3          | 0          | CR              | 2               | 0               | UEL                | 3                  | 0                  | -           | -           | -           | 8      | 0      |
| Totale Villarreal   | Totale Villarreal   | Totale Villarreal   | 18         | 0          |                 | 6               | 0               |                    | 9                  | 0                  |             | -           | -           | 33     | 0      |
| 2018-2019           | Alavés              | PD                  | 6          | 0          | CR              | 1               | 0               | -                  | -                  | -                  | -           | -           | -           | 7      | 0      |
| 2019-2020           | Alavés              | PD                  | 12         | 0          | CR              | 1               | 0               | -                  | -                  | -                  | -           | -           | -           | 13     | 0      |
| 2020-gen. 2021      | Alavés              | PD                  | 5          | 0          | CR              | 3               | 0               | -                  | -                  | -                  | -           | -           | -           | 8      | 0      |
| Totale Alavés       | Totale Alavés       | Totale Alavés       | 23         | 0          |                 | 5               | 0               |                    | -                  | -                  |             | -           | -           | 28     | 0      |
| feb.-giu. 2021      | Granada             | PD                  | 9          | 0          | CR              | 0               | 0               | UEL                | -                  | -                  | -           | -           | -           | 9      | 0      |
| 2021-2022           | Famalicão           | PL                  | 29         | 4          | CP+CdL          | 3+1             | 0               | -                  | -                  | -                  | -           | -           | -           | 33     | 4      |
| 2022-2023           | Gil Vicente         | PL                  | 31         | 0          | CP+CdL          | 1+4             | 0               | UECL               | 1                  | 0                  | -           | -           | -           | 37     | 0      |
| 2023-2024           | Braga               | PL                  | 8          | 0          | CP+CdL          | 2+1             | 0               | UCL+UEL            | 5+0                | 0                  | -           | -           | -           | 16     | 0      |
| 2024-2025           | Braga               | PL                  | 10         | 0          | CP+CdL          | 0+1             | 0               | UEL                | 10                 | 1                  | -           | -           | -           | 21     | 1      |
| Totale Braga        | Totale Braga        | Totale Braga        | 18         | 0          |                 | 4               | 0               |                    | 15                 | 1                  |             | -           | -           | 37     | 1      |
| Totale carriera     | Totale carriera     | Totale carriera     | 162        | 5          |                 | 25              | 0               |                    | 25                 | 1                  |             | -           | -           | 212    | 6      |

## Palmarès

### Club

#### Competizioni nazionali
- Coppa di Lega portoghese: 1

Braga: 2023-2024